# مینهو
مینهو (به لاتین: Minhou County) یک شهرستان در جمهوری خلق چین است که در فوجو واقع شده‌است.